# 中山裕子
中山 裕子（なかやま ゆうこ、1月11日 - ）は、日本のフリーアナウンサー。圭三プロダクション所属。

## 来歴
東京都板橋区出身。2008年4月に福井放送 (FBC) に入社。同期に同局アナウンサーの東海佳奈子がいる。
FBC時代には制作部にいたことから、アナウンサーとディレクターを兼務していた。2014年1月24日にFBCテレビで放送された『FBCスペシャル きみの未来は無限大』では、ナレーションのほかにも制作・編集・一部場面の撮影を担当している。
2016年9月にFBCを退社し、圭三プロダクション所属のフリーアナウンサーとなる。

## 人物
- 趣味 - 登山、紅葉狩り、果物狩り、スノーボード、ドライブ、テレビ・映画鑑賞、読書
- 特技 - 書道（漢字二段、かな準二段）、手芸（レジン）、英会話、絵画、マッサージ
- 資格 - 経営学修士 (MBA)、国際コミュニケーション英語能力テスト (TOEIC) 880点、普通自動車運転免許、普通自動二輪車運転免許

## 担当番組
特記のないデータは、すべて所属事務所公式プロフィールからの参考。
- プライムニュース イブニング（フジテレビ） - 「特報」リポーター
- ITライブ（ビジネス・ブレークスルーCh） - キャスター
- 稼ぐ力のその中身（ビジネス・ブレークスルーCh） - キャスター
- こんにちは荒川区（TCNマイチャンネルあらかわ） - キャスター

## 過去の担当番組
特記のないデータは、すべて所属事務所公式プロフィールからの参考。

### FBCテレビ
- おじゃまっテレ[5] - 「おじゃ金中継」「駅前中継」リポーター
- おじゃまっテレ ワイド&ニュース - リポーター、月曜・火曜MC（2011年8月 - ）
- イケてる福井 ワイド&ニュース - アシスタント[6]
- ふれあい若狭 - リポーター（2011年8月7日 - 2014年3月30日）
- FBCスペシャル きみの未来は無限大（2014年1月24日） - ナレーター、ディレクター
- 夜はすっぴん女子アナ7[7]
- ZIP!（日本テレビ） - 「ZIP!MAPPING」不定期リポーター
- 朝だ!生です旅サラダ（朝日放送） - 福井中継リポーター

### FBCラジオ
- ニュース[5]
- 今夜はシャベリタクないと...〜でも、ときどきユウコといっぱい〜[5]
- 良ーいドン!![8] - 月曜・火曜・水曜アシスタント（2015年3月30日 - 2015年9月23日）

### フリー転向後
- みんなのニュース（フジテレビ） - 「特報」リポーター
- えどがわ区民ニュース（J:COMチャンネル） - リポーター